# Meminisse iuvat
Meminisse iuvat (lat. für „Es ist hilfreich, sich zu erinnern“) ist die letzte Enzyklika von Papst Pius XII., mit der er am 14. Juli 1958 zu „Gebeten für die verfolgte Kirche“ aufrief. In Verbindung mit seinem Todestag am 9. Oktober 1958 darf diese Enzyklika im erweiterten Sinne als eine Art „Testament“ verstanden werden. Pius XII. beginnt seine letzte Enzyklika mit den Worten: „Es erscheint angemessen, daran zu erinnern, dass bei Gefahren für das Christenvolk und bei der Bedrohung der Kirche, Wir und meine Mitbrüder, sich mit Gebeten flehend an die Jungfrau Maria unserer liebevollsten Mutter gewandt haben, um sie um Schutz für unsere Herde zu bitten“.

## Neue Bedrohungen
Er habe, so erinnert er, während der letzten Jahre, in denen blutige Kriege über die Welt hinweg fegten, ständig mit Predigten und Rundschreiben zu Gerechtigkeit und Frieden aufgerufen, er habe mit seinen Mitteln vor Krieg und Gewalt gewarnt. Nach dem nun diese Kriege eingedämmt worden seien, entstände aber eine neue Bedrohung, die ihn beunruhige. Es sei die Angst vor schrecklichen Waffen, die ihn ergreife, deren Einsatz eine ungeheure Macht darstelle und deren Auswirkungen sich auf eine universelle Vernichtung ausrichte, die nicht nur dem Sieger, sondern der gesamten Menschheit großen Schaden zufügen könne.

## Kirche und Staat
Im nächsten Kapitel ruft er zur Einhaltung der christlichen Gebote auf und ermahnt die Regierenden, mit ihrer Macht gewissenhaft umzugehen. Es sei die Autorität Gottes, die den Männern die Macht verliehen habe und deshalb müssten sie auf der Basis der Gesetze ihre Intelligenz einsetzen. Es sei die christliche Religion, die die volle Wahrheit, perfekte Gerechtigkeit und die göttliche Liebe lehre, welche Hass, Animosität und Kämpfe ausschalten solle. Es sei aber auch schädlich und unvorsichtig, zu Konflikten mit der christlichen Religion aufzurufen, denn diese spiegelten wider, dass ein Staat ohne Religion keine moralische Verantwortung habe. Pius XII.  beklagt die entstandene Verfolgung der Kirche in Europa und dem östlichen Asien und erinnert an die früheren überstandenen Repressalien, welche das Band der Liebe und den brüderlichen Zusammenhalt gestärkt hätten.